# Neela Rasgotra
Dr. Neela Rasgotra egy orvos és sebész a Vészhelyzet sorozatban, akit Parminder Nagra alakított. Első megjelenése a 10. évad első epizódjában volt és a 15. évad huszadik epizódjában hagyja el a kórházat.

## Származása és családja
Neela indiai származású de Londonban nőtt fel. Szülei indiai éttermet vezetnek Londonban. A 11. évad elején feltűnnek a sorozatban amikor Neela bizonytalan lett az orvosi pályafutásában. A történet szerint sok testvére van. Van egy unokatestvére aki egyszer szintén feltűnik a sorozatban. Saját elmondása szerint ő az első értelmiségi a családban.